# Master-Dik
Master-Dik es el segundo EP de la banda Sonic Youth, lanzado el 4 de noviembre de 1987 en Estados Unidos a través del sello SST Records.

## Lista de canciones
1. «Master=Dik» - 5:03
2. «Beat On The Brat» - 2:33
3. «Under The Influence Of The Jesus & Mary Chain/Ticket To Ride/Master-Dik/Introducing The Stars» - 4:01
4. «Ringo/He's On Fire/Florida Oil Drums/Westminster Chimes» - 1:42
5. «Chinese Jam» - 1:13
6. «Vibrato/Guitar Lick/Funky Fresh» 2:26
7. «Our Backyard» - 2:19
8. «Traffick» - 0:05